# Выгнанка (Немировский район)
Выгнанка (укр. Вигнанка) — село на Украине, находится в Немировском районе Винницкой области.
Код КОАТУУ — 0523082002. Население по переписи 2001 года составляет 33 человека. Почтовый индекс — 22847. Телефонный код — 4331.
Занимает площадь 0,266 км².

## Адрес местного совета
22847, Винницкая область, Немировский р-н, с. Вышковцы